# Pla Pleven
El Pla Pleven de 1950 implicava la creació de la Comunitat Europea de Defensa, d'un exèrcit europeu i el rearmament d'Alemanya 5 anys més tard. Porta el nom de René Pleven, l'autor que el va liderar i sorgeix com a resposta a l'afany d'integració europea que tenia aleshores Estats Units.